# الجبهة الشعبية الموريتانية
الجبهة الشعبية هي حزب سياسي في موريتانيا.
تأسس الحزب عام 1998 على أساس برنامج ملتزم بإقامة دولة مدنية، ووصول جميع الأحزاب السياسية إلى وسائل الإعلام، وفصل الدولة الموريتانية عن الحزب الديمقراطي الاجتماعي الجمهوري للرئيس معاوية ولد سيد أحمد الطايع، وتشكيل حكومة وحدة وطنية برئاسة المعارضة. تميزت الجبهة في البداية بشكل أساسي بسياستها المتمثلة في عدم المشاركة في الانتخابات في ظل حكومة الطايع.
قُبض على زعيم الحزب محمد الأمين شبيه ولد الشيخ ميلانين في 8 أبريل / نيسان 2001 مع عضوين آخرين بالحزب، مختار ولد هيبتنا وبوبا ولد حسن، بتهمة التآمر لارتكاب أعمال تخريب وإرهاب في موريتانيا. وزعمت الحكومة أن الثلاثة كانوا يتصرفون بالتواطؤ مع حكومة معمر القذافي الليبية. وقد حوكم الثلاثة في محكمة جنائية على بعد 850 كيلومترًا من نواكشوط، وحُكم على كل منهم بالسجن خمس سنوات. قوبل الحكم بدهشة من العديد من المراقبين الذين توقعوا تبرئة الثلاثة. جادل فريق الدفاع بأن المحاكمة كانت معيبة للغاية، وأن اعترافات موكليهم تم الحصول عليها نتيجة استجواب تم خلاله تخديرهم من قبل الشرطة الموريتانية.
وخاض الحزب الانتخابات التشريعية في أكتوبر 2001 وفاز بمقعد واحد. بعد عزل الطايع من منصبه، تنافس الحزب في انتخابات عام 2006، وفاز بمقعد واحد من أصل 95 مقعدًا.

## روابط خارجية
- الموقع الرسمي